# 頭家來開講
《頭家來開講》，是民視新聞台於1997年12月1日開播的政論節目。2016年8月22日起轉至民視四季台播出，9月30日播完後，正式停播。
2025年8月25日，因《全國第一勇》停播，本節目復播。

## 播出時間

### 首播
| 頻道       | 所在地 | 播映日期                      | 播出星期     | 播出時間      |
| ---------- | ------ | ----------------------------- | ------------ | ------------- |
| 民視新聞台 | 臺灣   | 1997年12月1日－2012年3月30日  | 每週一至週五 | 20:35 - 21:57 |
| 民視新聞台 | 臺灣   | 2012年4月2日－2012年11月19日  | 每週一至週五 | 21:00 - 21:57 |
| 民視新聞台 | 臺灣   | 2012年11月20日－2016年8月19日 | 每週一至週五 | 21:59 - 22:57 |
| 民視新聞台 | 臺灣   | 2025年8月25日－               | 每週一至週五 | 13:50 - 16:00 |
| 民視四季台 | 臺灣   | 2016年8月22日－2016年9月30日  | 每週一至週五 | 21:00 - 22:00 |

## 主持人
- 第一任：胡婉玲（1997年12月1日－2006年10月6日）
- 第二任：童仲彥[1]（2006年10月9日－2008年7月4日）
- 第三任：謝志偉[2]（2008年7月7日－2016年6月24日）
- 第四任：林筠騏、許仲江、張筱芬、周康韵[3]（輪流主持，2016年6月27日－2016年8月26日）
- 第五任：許仲江（2016年8月29日－2016年9月30日）

### 代班主持人
- 許仲江（2016年3月3日～3月4日、3月8日、3月10日～3月11日、3月15日）
- 余莓莓（2016年3月7日）
- 王時齊（2016年3月9日）
- 吳明（2016年3月14日）

## 大事紀
- 2007年民主進步黨總統提名選舉時，當時童仲彥主持的《頭家來開講》公開支持民進黨主席游錫堃及其強硬推動的重度排藍民調。

## 外部連結
- YouTube上的頭家來開講播放列表（繁體中文）